# Adewale Akinnuoye-Agbaje
Adewale Akinnuoye-Agbaje (Islington, Londres, 22 de agosto de 1967) é um ator e ex-modelo britânico, descendente de nigerianos. Famoso por seus papéis nas séries Oz e Lost. O ator também participou dos filmes O Retorno da Múmia, Ace Ventura,Pompéia, Fique Rico ou Morra Tentando e como Crocodilo em Esquadrão Suicida.

## Vida pessoal
Akinnuoye-Agbaje mora em Los Angeles. Ele é budista de Nitiren e membro da organização Soka Gakkai.